# Kaspar Hauser
Kaspar Hauser, förmodligen född 30 april 1812 på okänd ort, död 17 december 1833 i Ansbach i Bayern, var ett tyskt hittebarn av okänd härkomst, som vid omkring 16 års ålder dök upp i Nürnberg den 26 maj 1828. Han kunde knappt tala och fördes till polisstationen, där han själv skrev ned sitt namn, Kaspar Hauser. Namnet och barnets födelsedatum fanns också att läsa i ett brev som han medförde och som var adresserat till ryttmästare Friedrich von Wessenig.
Jurister, teologer och pedagoger intresserade sig för hans mentala tillstånd. Man genomförde talrika undersökningar av honom och lärde honom att tala, läsa och skriva. Hans förmyndare och mecenat, Paul Johann Anselm von Feuerbach (far till filosofen Ludwig Feuerbach), beskrev att Kaspar till en början äcklades av kött och mjölk och endast accepterade bröd och vatten. Så småningom framkom det att Kaspar Hauser länge hade hållits inspärrad i en mörk fängelsehåla.

## Mordet på Hauser
Den 29 oktober 1829 utsattes Kaspar Hauser för ett mordförsök. Den 14 december 1833 utsattes han för ett nytt attentat, och han avled i sviterna efter angreppet några dagar senare. Vem som låg bakom attentaten och vad motivet var blev aldrig uppklarat. Till Kaspar Hausers minne uppsattes en minnesplatta vid mordplatsen; inskriptionen lyder på latin: Hic occultus occulto occisus est (sv. "Här dödades en okänd av en okänd").
Hans historia orsakade stor uppmärksamhet när den blev känd och det fanns teorier om att han var arvinge till det tyska  furstehuset Baden. Hans föräldrar skulle i så fall ha varit storhertig Karl av Baden - bror till drottning Fredrika av Sverige - och dennes maka Stephanie de Beauharnais (1789-1860). Kaspar Hausers verkliga härkomst förblev en gåta.

## Moderna analyser
På senare tid har flera försök gjorts att med hjälp av DNA-teknik utröna Kaspar Hausers identitet och försöka komma till klarhet angående teorierna om hans släktskap med huset Baden. Det första testet ägde rum år 1996, då två oberoende laboratorier vid universiteten i Birmingham och München analyserade det intorkade blodet på ett par byxor som Kaspar skall ha burit då han mördades. Inga definitiva slutsatser kunde emellertid dras. Senare har det hävdats att de byxor som använts i experimentet inte hade kommit från Kaspar Hauser.
År 2002 gjordes ett nytt försök, denna gång vid rättsmedicinska institutionen vid universitetet i Münster. Denna gång testades Kaspar Hausers hatt, byxor samt ett antal hårlockar. Materialet kom delvis från Anselm von Feuerbachs privata samling. Den genetiska koden var densamma i alla föremål som testades. Man jämförde det genetiska materialet med Astrid von Medinger, som var ättling till Karl av Baden och Stephanie de Beauharnais, och det visade sig att DNA:et överensstämde till 95%. 
Forskningsresultatet visade att Kaspar Hauser mycket väl kan ha varit arvprins av Baden. En son till paret hade dött i späd ålder 1812 och man har spekulerat i huruvida den lille prinsen byttes ut mot ett annat barn. Om Kaspar Hauser verkligen var prinsen, skulle han möjligen ha kunnat gömts undan på order av sin farfarsbror Ludvig eller dennes halvbror Leopold, och kanske också mördats på order av den sistnämnde.
Allt detta är emellertid spekulationer. Den överensstämmelse som påvisats ger intryck av att vara stor, men en stor del av den tyska befolkningen har denna arvsmassa gemensam och undersökningen har därför lågt bevisvärde. Spädbarnsdödligheten var, även i kungahusen, stor vid denna tid och det är därför inte märkligt att arvprinsen dog.

## I populärkultur

### Filmatiseringar
Filmen Kaspar Hauser – var och en för sig och Gud mot alla från 1974, regisserad av Werner Herzog.
Michael Landon spelade Kaspar Hauser i ett avsnitt av tv-serien Telephone Time år 1956. 

### Musik
Musikalen Kaspar Hauser av John Dennis, Tore Johansson och Ulf Turesson. Uppförd på Malmö Musikteater 2001 med Rikard Wolff i en av rollerna och med Christer Nerfont i huvudrollen som Hauser.
Nämns i låten "Fri till slut" på albumet Det kommer aldrig va över för mig (2013) av Håkan Hellström.
"The Legend of Kaspar Hauser", en instrumental låt av artisten Vitalic.